# Fadoro Hunogoa
Fadoro Hunogoa is een bestuurslaag in het regentschap Nias van de provincie Noord-Sumatra, Indonesië. Fadoro Hunogoa telt 1037 inwoners (volkstelling 2010).